# MDFMK
MDFMK var ett tyskt industrirock-grupp som bildades 1999 av två medlemmar från KMFDM, Sascha Konietzko och Tim Sköld, efter ett kort uppbrott av KMFDM. Lucia Cifarelli från Drill gjorde gruppen till en trio.
De släppte ett självbetitlat album, på skivbolaget Universal Records som inte skall blandas ihop med den tidigare KMFDM-singeln med samma namn.
MDFMK:s musik var mycket lik KMFDM:s tidigare industrial-stil, men innehöll också egenskaper influerade av Skold, Tim Skölds soloalbum. Det innehöll antydan av trance och europop, mest i form av en slätare och mjukare synthesizer och produktion.[källa behövs]

## Diskografi
- 2000 – MDFMK (album)[1]
- 2000 – Get Out of My Head (singel)
- 2000 – Torpedoes (singel)
- 2000 – Rabble Rouser (singel)
- 2000 – Witch Hunt (singel)